# 1942 год в истории метрополитена
В этой статье перечисляются основные  события из истории метрополитенов в 1942 году. Полужирным шрифтом выделены открытия новых транспортных систем.

## События
- Возобновление строительства третьей очереди Московского метрополитена весной, после снятия угрозы захвата Москвы в ходе Великой Отечественной войны[1][2].
- Организовано производство 59 московскими заводами эскалаторов для Московского метрополитена[2].
- Введение с 12 августа по 1 октября на Кировском радиусе (сейчас — Сокольническая линия метро) четырёхвагонных составов вместо шестивагонных с целью экономии электроэнергии[3].
- 12 октября — открытие станций «Эглиз-де-Пантен», «Гош», «Порт-де-Пантен», «Ломьер», «Жорес», «Сталинград» и «Гар-дю-Нор» на Линии 5 Парижского метрополитена[4].